# SN 2010eg
SN 2010eg – supernowa typu Ia odkryta 7 czerwca 2010 roku w galaktyce A221542-0920. W momencie odkrycia miała maksymalną jasność 18,50m.